# Петерсгаузен
Петерсгаузен (нім. Petershausen) — громада в Німеччині, розташована в землі Баварія. Підпорядковується адміністративному округу Верхня Баварія. Входить до складу району Дахау.
Площа — 32,82 км2. Населення становить 6599 ос. (станом на 31 грудня 2020).